# Luigi II di Borbone
Luigi II di Borbone detto il Buono (4 febbraio 1337 – Montluçon, 19 agosto 1410) fu il terzo Duca di Borbone e fu Conte di Clermont dal 1356 e, per matrimonio, conte di Forez dal 1372 fino alla sua morte.

## Origine
Discendente dal re di Francia, San Luigi IX, Luigi, sia secondo la Histoire du Bourbonnais et des Bourbons qui l'ont possédé, Volume 1, che secondo la Histoire généalogique et chronologique de la maison royale de France era figlio del secondo Duca di Borbone e Conte di Clermont, Pietro I e di sua moglie, la principessa francese Isabella di Valois, che, secondo la Chronique parisienne anonyme du XIVe siècle era figlia del conte di Valois, Conte di Angiò e del Maine, conte d'Alençon e conte di Chartres, che fu anche Imperatore consorte titolare dell'Impero Romano d'Oriente e re titolare d'Aragona, Carlo di Valois e della sua terza moglie, Matilde di Châtillon ed era sorella (Luigi era il nipote) del futuro re di Francia Filippo di Valois, di Bianca di Valois (1317 - 1348), moglie di Carlo, conte di Lussemburgo, re di Boemia, Re dei Romani e futuro Imperatore del Sacro Romano Impero (fu la madre di Caterina di Lussemburgo) e di Maria di Valois (1311 - 1341), in quanto moglie di Carlo d'Angiò, fu Duchessa di Calabria e fu la madre di Giovanna I di Napoli.
Pietro I di Borbone, ancora sia secondo la Chronique parisienne anonyme du XIVe siècle, che la Histoire du Bourbonnais et des Bourbons qui l'ont possédé, Volume 1, e la Histoire généalogique et chronologique de la maison royale de France era il figlio primogenito del Signore e poi primo duca di Borbone, conte di Clermont e conte di La Marche, Luigi I e della moglie, Maria di Avesnes, nota anche come Maria di Hainaut.
Luigi era il fratello di Giovanna, moglie di Carlo V di Francia, di Bianca, moglie del re di Castiglia e León, Pietro I e di Bona, moglie del Conte di Savoia e Conte d'Aosta e Moriana, Amadeo VI.

## Biografia
Suo padre, Pietro I, fu ucciso durante la battaglia; il suo corpo fu trasportato a Parigi e sepolto nella Chiesa dei Giacobini (Couvent des Jacobins (rue Saint-Jacques)).
Luigi, unico figlio maschio, gli succedette nei suoi titoli, come Luigi II.
I francesi, a Poitiers, erano stati sconfitti, il re di Francia Giovanni II il Buono, il suo giovane figlio Filippo l'Ardito lo zio di Luigi, Giacomo I di Borbone-La Marche, ed il fratellastro illegittimo di Luigi, Giovanni, furono fatto prigionieri e furono condotti a Londra.
Il 23 giugno 1358, sua madre, Isabella, lasciò ai figli 25.000 Livre tournois e, dopo aver preso il velo, si ritirò nel convento di San Marcello dei francescani di Parigi.
Luigi ebbe un ottimo rapporto col cognato, il reggente del regno di Francia, il duca di Normandia e Delfino di Francia, Carlo, che, nel 1359, lo inviò a Londra, a trovare il re e ad iniziare la trattativa con gli inglesi per la liberazione del re
A seguito del trattato di Brétigny, del maggio 1360, il re e suo zio furono liberati, ma Luigi con altri nobili francesi, in qualità ostaggi furono consegnati agli inglesi e condotti in Inghilterra, dove Luigi restò per circa otto anni, libero di aggirarsi per il regno, anche per la sua parentela (le loro madri erano sorelle) con la regina d'Inghilterra, Filippa di Hainaut.
Tornato in Francia, nel 1368, Luigi trovò gli inglesi e bande di mercenari che, resi liberi dopo il trattato di Brétigny, depredavano le campagne francesi, incluso il Borbonese; impiegò alcuni mesi, ma cacciò gli inglesi, che avevano catturato sua madre, e i banditi dalle sue terre.
Il nuovo re di Francia, Carlo V, lo inviò a combattere gli inglesi nel Poitou e poi in Bretagna.
Una lettera di Carlo V, nel maggio 1370 autorizza Luigi di appropriarsi, alla morte del conte, Giovanni II, zio di Anna d'Alvernia, sua futura moglie, del titolo di conte di Forez, che Luigi, dopo il matrimonio e dopo la morte del conte cedette alla moglie.
Il nuovo re di Castiglia, Enrico II di Trastámara, verso il 1375, invitò Luigi ad una crociata contro i Mori dell'Andalusia; ma, arrivato a Burgos, ed informato che la guerra era contro il regno del Portogallo cristiano, Luigi si rifiutò e tornò in patria senza combattere.
Nel 1379, secondo il documento nº 115b della Histoire des ducs de Bourbon et des comtes de Forez, Volume 3, sua madre, Isabella di Valois (Ysabeau de Valoys duchesse de Bourbon) redasse il suo testamento, in cui indicava come esecutore testamentario Luigi (notre très cher filz Loys duc de Bourbon).
Alla morte di Carlo V, nel 1380, Luigi fu uno dei quattro tutori del nuovo re di Francia Carlo VI. 
Luigi prese parte alla guerra contro i fiamminghi, partecipando alla battaglia di Roosebeke, nel 1382, poi partecipò alla guerra contro gli inglesi, in Guienna, prendendo parete all'assedio del castello di Taillebourg, nel 1384.
Luigi fu al seguito del re di Francia Carlo VI, nel suo viaggio nel Ducato di Gheldria, nel 1388 e a quello in Linguadoca, nel 1391.
Nel 1390, Luigi aveva fatto testamento, in cui dichiarava il figlio, Giovanni, suo erede universale, sotto tutela della madre, Anna d’Alvernia, e nel caso di sua morte il duca di Borgogna, per il programmato matrimonio di Giovanni con la figlia del duca (Bona), come da documento nº 3795 dei Titres de la maison ducale de Bourbon.
In quello stesso anno, su richiesta della Repubblica di Genova, Luigi fu messo a capo della Crociata di Mahdia, che mise l'assedio alla città di Mahdia, all'epoca roccaforte corsara in Tunisia, che si concluse con un onorevole accordo, per i traffici genovesi.
Ritornato dalla crociata, prima difese il signore di Beaujeu, contro il conte di Savoia e poi andò in aiuto a Luigi II d'Angiò, che combatteva Ladislao I di Napoli, per il possesso del regno di Napoli.
Dopo che Carlo VI, nel 1392, ebbe l'incidente che lo portò alla pazzia e sorse una rivalità tra lo zio di Carlo, il duca di Borgogna, Filippo l'Ardito ed il fratello del re, Luigi I di Valois-Orléans, e Luigi di Borbone cercò di far da paciere, senza grossi risultati, per cui decise di ritirarsi nei suoi feudi.
Dopo la morte di Filippo l'Ardito, avvenuta, nel 1404, i rapporti tra Luigi d'Orleans ed il nuovo duca di Borgogna, Giovanni senza Paura, peggiorarono a tal punto che, nel 1407, Giovanni fece assassinare Luigi, il duca d'Oleans, e nonostante la evidente colpevolezza il duca di Borgogna fu perdonato dal re, Carlo VI, allora Luigi di Borbone si ritirò nuovamente nei suoi feudi e si schierò immediatamente a sostegno dei figli di Luigi d'Orleans, per far dichiarare il duca di Borgogna nemico dello stato.
Nel gennaio del 1409, Luigi fece un secondo testamento in cui specificò di voler essere sepolto a Souvigny, confermando suo figlio, Giovanni, erede universale, raccomandando alla moglie di lasciare a Giovanni anche la contea di Forez, in modo da non dividere i domini della casata, destinando l'usufrutto della signoria di Beaujolais alla moglie, destinando inoltre 40.000 franchi alla figlia Isabella, per il suo matrimonio, ed infine definendo gli esecutori testamentari, tra cui la moglie.
Durante la celebrazione del matrimonio del Duca d'Orléans, Carlo di Valois-Orléans, a Gien, il 15 aprile 1410, si formò una lega contro il duca di Borgogna, formata dal duca d'Orléans e Bernardo VII d'Armagnac, suo suocero, con i duchi di Berry, i duchi di Borbone e di Bretagna, i conti d'Alençon et di Clermont, per combattere il duca di Borgogna.
A partire da quel momento il regno di Francia fu dilaniato dalla lotta tra le due fazioni che portò alla guerra civile. Luigi di Borbone non era andato a Gien, perché contrario alla guerra civile, ma all'inizio dell'estate, decise di raggiungere il figlio Giovanni, che aveva già aderito alla coalizione, quando morì; Luigi morì il 19 agosto 1410, a Montluçon e fu tumulato nella cappella del Priorato di Souvigny. A Luigi succedette il figlio, Giovanni, come Giovanni I.
Luigi si era dedicato prevalentemente al consolidamento ulteriore del potere ducale: tenne corte propria, ebbe un esercito personale e dotò i suoi feudi di istituzioni simili a quelle reali, quasi fossero un regno indipendente.
Inoltre aveva creato due ordini cavallereschi:
- Ordre de l'Écu d'or, creato al suo ritorno in Francia, in ricordo della Prigionia;
- Ordre de Notre-Dame du Chardon, creato nel 1370, detto anche Ordine di Borbone o Ordine della Speranza,

e aveva costruito e riparato diversi edifici, tra cui:
- Collégiale di Moulins
- monastero dei Celestini di Vichy
- ospedale di San Nicola a Moulins

## Matrimonio e discendenza
Luigi aveva sposato il 19 agosto 1371 Anna d'Alvernia, figlia di Beraldo II delfino d'Alvernia e Giovanna di Forez. Anna gli portò in dote la contea di Forez e la signoria di Mercorio; il contratto di matrimonio era stato fatto a Montbrison, il 4 luglio 1368.
Luigi da Anna ebbe quattro figli:
- Catherine (1378- morta giovane)[25];
- Giovanni (1381-1434), citato nei due testamenti del padre[22][26], duca di Borbone[29].
- Isabelle (1384-dopo il 1451), citata nel secondo testamento del padre[26];
- Louis, signore di Beaujeu (1388-1404), citato nel documento nº 4796 dei Titres de la maison ducale de Bourbon[33].

Luigi ebbe anche diversi figli illegittimi:
- Hector, signore di Dampierre-en-Champagne (1391-1414)[34];
- Perceval (1402-1415)[34];
- Pietro, cavaliere[32];
- Giacomo, monaco[32];
- Giovanni, signore di Tanry[32].

## Ascendenza
|                     |                        |                              | Genitori                     |  |  | Nonni |  |  | Bisnonni            |  |  | Trisnonni           |  |
|                     |                        |                              |                              |  |  |       |  |  | Roberto di Clermont |  |  | Luigi IX di Francia |  |
|                     |                        |                              |                              |  |  |       |  |  | Roberto di Clermont |  |  | Luigi IX di Francia |  |
|                     |                        | Margherita di Provenza       |                              |  |  |       |  |  | Roberto di Clermont |  |  |                     |  |
| Luigi I di Borbone  |                        |                              |                              |  |  |       |  |  | Roberto di Clermont |  |  |                     |  |
|                     |                        | Beatrice di Borgogna-Borbone | Giovanni di Borgogna-Borbone |  |  |       |  |  |                     |  |  |                     |  |
|                     |                        | Beatrice di Borgogna-Borbone | Giovanni di Borgogna-Borbone |  |  |       |  |  |                     |  |  |                     |  |
|                     |                        | Beatrice di Borgogna-Borbone | Agnese di Borbone-Dampierre  |  |  |       |  |  |                     |  |  |                     |  |
| Pietro I di Borbone |                        | Beatrice di Borgogna-Borbone |                              |  |  |       |  |  |                     |  |  |                     |  |
|                     |                        | Giovanni I di Hainaut        | Giovanni I d'Avesnes         |  |  |       |  |  |                     |  |  |                     |  |
|                     |                        | Giovanni I di Hainaut        | Giovanni I d'Avesnes         |  |  |       |  |  |                     |  |  |                     |  |
|                     |                        | Giovanni I di Hainaut        | Adelaide d'Olanda            |  |  |       |  |  |                     |  |  |                     |  |
| Maria di Avesnes    |                        | Giovanni I di Hainaut        |                              |  |  |       |  |  |                     |  |  |                     |  |
|                     |                        | Filippa di Lussemburgo       | Enrico V di Lussemburgo      |  |  |       |  |  |                     |  |  |                     |  |
|                     |                        | Filippa di Lussemburgo       | Enrico V di Lussemburgo      |  |  |       |  |  |                     |  |  |                     |  |
|                     |                        | Filippa di Lussemburgo       | Margherita di Bar            |  |  |       |  |  |                     |  |  |                     |  |
| Luigi II di Borbone |                        | Filippa di Lussemburgo       |                              |  |  |       |  |  |                     |  |  |                     |  |
|                     | Filippo III di Francia | Luigi IX di Francia          |                              |  |  |       |  |  |                     |  |  |                     |  |
|                     | Filippo III di Francia | Luigi IX di Francia          |                              |  |  |       |  |  |                     |  |  |                     |  |
|                     | Filippo III di Francia | Margherita di Provenza       |                              |  |  |       |  |  |                     |  |  |                     |  |
| Carlo di Valois     | Filippo III di Francia |                              |                              |  |  |       |  |  |                     |  |  |                     |  |
|                     |                        | Isabella d'Aragona           | Giacomo I d'Aragona          |  |  |       |  |  |                     |  |  |                     |  |
|                     |                        | Isabella d'Aragona           | Giacomo I d'Aragona          |  |  |       |  |  |                     |  |  |                     |  |
|                     |                        | Isabella d'Aragona           | Iolanda d'Ungheria           |  |  |       |  |  |                     |  |  |                     |  |
| Isabella di Valois  |                        | Isabella d'Aragona           |                              |  |  |       |  |  |                     |  |  |                     |  |
|                     |                        | Guido IV di Châtillon        | Guido III di Châtillon       |  |  |       |  |  |                     |  |  |                     |  |
|                     |                        | Guido IV di Châtillon        | Guido III di Châtillon       |  |  |       |  |  |                     |  |  |                     |  |
|                     |                        | Guido IV di Châtillon        | Matilda di Brabante          |  |  |       |  |  |                     |  |  |                     |  |
| Mahaut di Châtillon |                        | Guido IV di Châtillon        |                              |  |  |       |  |  |                     |  |  |                     |  |
|                     |                        | Maria di Bretagna            | Giovanni II di Bretagna      |  |  |       |  |  |                     |  |  |                     |  |
|                     |                        | Maria di Bretagna            | Giovanni II di Bretagna      |  |  |       |  |  |                     |  |  |                     |  |
|                     |                        | Maria di Bretagna            | Beatrice d'Inghilterra       |  |  |       |  |  |                     |  |  |                     |  |
|                     |                        | Maria di Bretagna            |                              |  |  |       |  |  |                     |  |  |                     |  |

### Fonti primarie
- (FR)  Chronique parisienne anonyme du XIVe siècle.
- (ES)  Cronicas de los reyes Castilla: Cronica del rey don Pedro.
- (LA)  Recueil des historiens des Gaules et de la France. Tome 20.
- (LA)  Francisci Chronikon Pragense, Liber II
- (IT)  Rerum Italicarum scriptores, vol. 23.
- (LA)  (FR)  Titres de la maison ducale de Bourbon

### Letteratura storiografica
- (FR)  #ES Histoire des ducs de Bourbon et des comtes de Forez, Volume 3.
- (FR)  Histoire généalogique et chronologique de la maison royale de France, Ducs de Bourbon.
- (FR)  #ES Histoire du Bourbonnais et des Bourbons qui l'ont possédé, Volume 1.
- (FR)  Histoire généalogique et chronologique de la maison royale de France, tomus III.